# Młynary (stacja kolejowa)
Młynary – nieczynna stacja kolejowa w Młynarach, w województwie warmińsko-mazurskim, w Polsce. Znajdują się tu 2 perony.